# Pjotr Vasiljevič Denisjev
Pjotr Vasiljevič Denisjev (rusko Пётр Васи́льевич Дени́сьев), ruski general, * 1766, † 1849.
Bil je eden izmed pomembnejših generalov, ki so se borili med Napoleonovo invazijo na Rusijo; posledično je bil njegov portret dodan v Vojaško galerijo Zimskega dvorca.

## Življenje
14. aprila 1785 je vstopil v konjeniški polk in 1. januarja 1794 je kot stotnik vstopil v Malorosijski grenadirski polk. S polkom se je udeležil zatrtja poljske vstaje leta 1794 in vojne tretje koalicije.
13. decembra 1807 je bil povišan v polkovnika. 28. novembra 1808 je postal poveljnik Uglitskega mušketirskega polka in 19. oktobra 1810 pa poveljnik Butirskega pehotnega polka; slednji je bil 22. februarja 1811 preoblikovan v mušketirski polk.
Med patriotsko vojno leta 1812 je bil poveljnik 2. brigade 24. pehotne divizije; za zasluge je bil 11. januarja 1814 povišan v generalmajorja. 
Upokojil se je 4. januarja 1834.